# Frauenkappelen
Frauenkappelen (gsw. Frouechappele) – gmina (niem. Einwohnergemeinde) w Szwajcarii, w kantonie Berno, w regionie administracyjnym Bern-Mittelland, w okręgu Bern-Mittelland.

## Historia
Gmina po raz pierwszy została wspomniana w dokumentach w 1158 roku jako Capela. W 1574 gmina stała się siedzibą parafii.

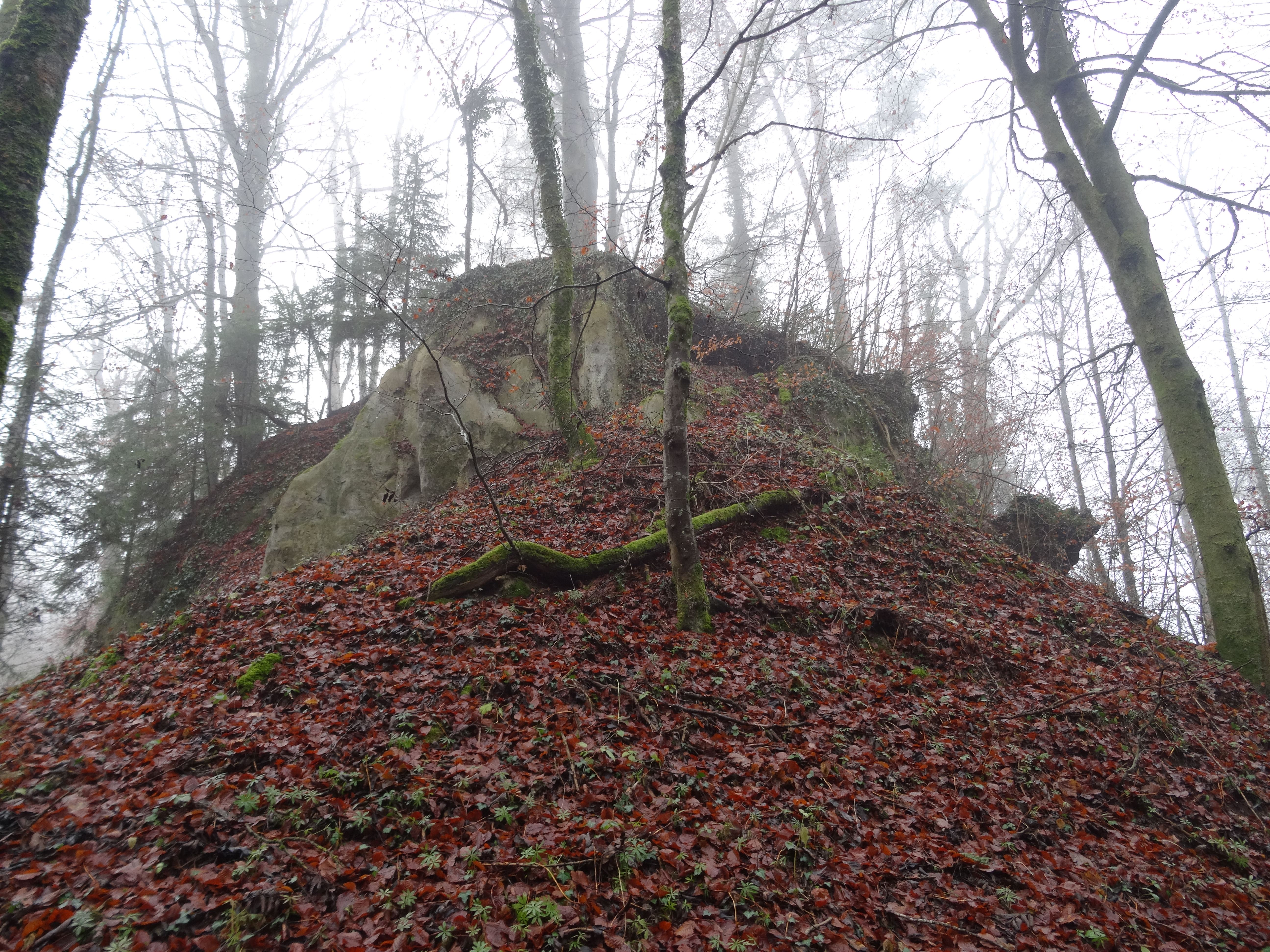
Pozostałe fragmenty ruin zamku

Najstarsze ślady osadnictwa na terenie gminy to kurhany z okresu halsztackiego. W okolicznym lesie znajdują się także ruiny posiadłości z czasów rzymskich. Na okolicznych wzgórzach, nad rzeką Aare, w pierwszej połowie XIII wieku został wybudowany zamek Alt-Bubenberg. Pomiędzy rokiem 1228 a 1240 Zakon Świętego Augustyna zbudował na terenie gminy opactwo. Na przestrzeni lat zamek stracił na znaczeniu i został opuszczony w XIV wieku. Do czasów współczesnych przetrwały tylko fragmenty ruin murów. Pomimo opuszczenia zamku, opactwo rosło dzięki darowiznom od miejscowej szlachty. W XIV wieku zakon posiadał większość ziemi w dolinie rzeki Sense oraz wokół gminy Rüti bei Büren. Opactwo posiadało również własne winnice wzdłuż jeziora Bielersee. Początkowo opactwo podlegało augustiańskiemu opactwu w Köniz, dopóki nie zostało wchłonięte przez Zakon krzyżacki w 1226 lub 1235 roku. Następnie dziekan opactwa był wybierany przez biskupa Lozanny. W 1486 roku nowo utworzone kolegium w katedrze w Bernie nabyło całe opactwo i jego ziemie. Kościół opactwa początkowo był częścią parafii Mühleberg. Kościół pozostał częścią opactwa po przejściu kantonu Berno na wiarę protestancką podczas reformacji.
W latach 1742–1748 władze kantonu Berno zbudowały drogę z Lozanny do Berna przez Murten. Frauenkappelen była pierwszą większą stacją postojową dla podróżujących z Berna. Na potrzeby podróżników zbudowano karczmę, warsztat kowalski oraz schronisko dla pielgrzymów. Frauenkappelen pozostawała gminą wiejską do lat 60. XX wieku, kiedy rozwój gminy Berno sprawił, że do Frauenkappelen wprowadzili się pracujący w Bernie pracownicy. W latach 70. do gminy swoją siedzibę przeniósł zarząd piechoty Szwajcarskich Sił Zbrojnych.

## Geografia
Frauenkappelen ma powierzchnię 9,29 km². W 2012 roku 3,92 km² (42,3%) było używane w jako grunty rolne, a 3,81 km² (41,1%) stanowiły lasy i obszary zalesione. W tym samym roku 0,63 km² (6,8%) stanowiło obszar zabudowany, 0,86 km² (9,3%) zajmują jeziora i cieki, a 0,07 km² (0,8%) stanowią grunty nieużytkowane.
W 2012 roku 3,5% powierzchni gminy stanowiły budynki mieszkalne, a 2,7% stanowiła infrastruktura transportowa.
Frauenkappelen znajduje się nad jeziorem Wohlen, a rzeką Gäbelbach. Gmina obejmuje miejscowość Frauenkappelen, kilka małych osad (Weiler) i rozproszone pojedyncze domy.

## Demografia
W 2020 roku we Frauenkappelen mieszkało 1 320 osób. W 2020 roku 13,1% populacji gminy stanowiły osoby urodzone poza Szwajcarią.
W 2000 roku 94,8% populacji mówiło w języku niemieckim, 1,5% w języku francuskim, a 0,7% w języku albańskim. Osiem osób zadeklarowało znajomość języka włoskiego.

Zmiany w liczbie ludności są przedstawione na poniższym wykresie:

## Transport
Przez teren gminy przebiega autostrada A1 oraz drogi główne nr 1 i nr 10.